# パンダロス
パンダロス（古希: Πάνδαρος, Pandaros, ラテン語: Pandarus）は、ギリシア神話の人物である。ゼレイア王リュカーオーンの子で、エウリュティオーンと兄弟。弓矢の名手。トロイア戦争の10年目にトロイア側の味方として援軍を率いて戦った。
トロイア戦争のさい、父リュカーオーンはパンダロスに戦車に乗って戦うことを勧めたが、パンダロスは大軍が籠城すればまぐさが不足すると考え、徒歩で参加した。
はじめギリシア軍とトロイア軍はパリスとメネラーオスがヘレネーをかけて戦った。そのあいだ両軍は休戦し、2人の戦いを見守ったが、パリスが不利になるとアプロディーテーはパリスをさらって逃げた。そのためアテーナーはアンテーノールの子ラーオドコスに化けてパンダロスに近づき、メネラーオスに矢を射て休戦を破るようそそのかした。そこでパンダロスはメネラーオスを狙って矢を放ったが、アテーナーは矢を急所から逸らした。戦闘が再開するとディオメーデースがトロイア軍を蹴散らしていったので、パンダロスはディオメーデースに矢を放ち、深い傷を負わせた。しかしディオメーデースはアテーナーの加護を得てそれまで以上に活躍した。パンダロスは神の加護に自分の弓が通用しないことに腹を立て、戦車で戦えないことを悔やんだ。パンダロスはアイネイアースに求められて彼の戦車に乗って戦い、ディオメーデースに槍を投げた。槍はディオメーデースの楯を貫いたが身体には当たらず、逆にディオメーデースの投げた槍はアテーナーに導かれてパンダロスを殺した。アイネイアースはパンダロスの遺体を守ろうとしたが、ディオメーデースに大石を投げつけられて深く傷つき、さらにトロース王の馬の血を引く名馬を奪われた。